# Rooney (album)
Rooney è il primo album in studio del gruppo musicale statunitense omonimo, pubblicato il 20 maggio 2003. I singoli estratti sono stati If It Were Up to Me del 2002 che ha anticipato l'uscita dell'album, Blueside del 2003 e I'm Shakin' del 2004.

## Tracce
1. Blueside – 3:18
2. Stay Away – 3:32
3. If It Were Up to Me – 3:00
4. I'm a Terrible Person – 2:46
5. Popstars – 4:07
6. I'm Shakin' – 3:34
7. Daisy Duke – 3:47
8. Sorry Sorry – 3:07
9. That Girl Has Love – 3:31
10. Simply Because – 4:03
11. Losing All Control – 4:19

Tracce bonus edizione inglese
1. The Floor – 2:57
2. Make Some Noise – 4:17